# Скрут (алгебра)
У загальній алгебрі, термін скрут (іноді кручення, за́крут) стосується елементів групи, що має скінченний порядок, або елементів модуля, що анулюються регулярним елементом кільця.

## Визначення
Елемент g групи G називається елементом закруту, якщо він має скінченний порядок, тобто існує натуральне n, таке що gn = e, де e позначає нейтральний елемент групи. Група називається періодичною (або групою із за́крутом), якщо всі її елементи є елементами закруту, і безза́крутовою групою, якщо єдиний елемент закруту — нейтральний. Відомо, що будь-яка абелева група є модулем над кільцем цілих чисел; зокрема, визначення елемента закруту для неї можна переформулювати так: існує ненульове ціле число, таке що множення на це число переводить даний елемент в нуль. Це приводить до такого визначення:
Елемент m модуля M над кільцем R називається елементом за́круту, якщо існує ненульовий регулярний елемент r кільця R (тобто елемент, який не є лівим або правим дільником нуля), що анулює m, тобто такий, що rm = 0.
У разі роботи з цілісним кільцем припущення регулярності можна відкинути. Аналогічно визначаються модуль закруту і модуль без закруту. У разі, якщо кільце R комутативне, множина всіх елементів закруту модуля M утворює підмодуль, званий підмодулем закруту (зокрема, для модуля над Z він називається підгрупою закруту).
Загальніше, нехай M — модуль над кільцем R і S — мультиплікативно замкнута система кільця. Елемент m модуля M називається елементом S-закруту, якщо існує елемент мультиплікативної системи, який анулює m. Зокрема, множина регулярних елементів кільця є найбільшою мультиплікативною системою.

## Приклади
- Нехай M — вільний модуль над кільцем R, з визначення негайно випливає, що M є модулем без закруту. Зокрема, векторні простори не мають закруту.
- В модулярній групі будь-який нетривіальний елемент закруту або має порядок 2 і є спряженим з S, або має порядок 3 і є спряженим з ST. Елементи закруту тут не утворюють підгрупи: наприклад, S · ST = T, а T має нескінченний порядок.
- Абелева група {\displaystyle \mathbb {Q} /\mathbb {Z} } (яку можна уявляти як групу поворотів кола на кут, сумірний з довжиною кола) є групою кручення. Цей приклад можна узагальнити так: якщо R — комутативне кільце, а Q — його поле часток, то Q/R є групою закруту.
- Нехай задано векторний простір V над полем F з лінійним оператором. Якщо природним чином розглядати цей простір як F(x)-модуль, то цей модуль є модулем закруту (за теоремою Гамільтона-Келі, або просто через скінченновимірність простору).

## Випадок області головних ідеалів
Нехай R — область головних ідеалів, і M — скінченнопороджений R-модуль. За відповідною структурною теоремою, цей модуль можна розкласти в пряму суму
{\displaystyle M\simeq F\oplus T(M),}
де F — вільний R-модуль, а T(M) — підмодуль закруту модуля M. Для модулів, які не є скінченнопородженими, такого розкладу, взагалі кажучи, не існує: навіть підгрупа закруту абелевої групи не обов'язково є прямим доданком.

## Кручення і локалізація
Нехай R — область цілісності з полем часток Q, а M — R-модуль. Тоді можна розглянути Q-модуль (тобто векторний простір)
{\displaystyle M_{Q}=M\otimes _{R}Q.}
Існує природний гомоморфізм {\displaystyle a\mapsto a\otimes 1} з абелевої групи M в абелеву групу MQ, і ядро цього гомоморфізму — точно підмодуль закруту. Аналогічно, для локалізації кільця R за мультиплікативною системою S
{\displaystyle M_{S}=M\otimes _{R}R_{S},}
ядро природного гомоморфізму — це точно елементи S-закруту. Таким чином, підмодуль закруту можна розуміти як множину тих елементів, які ототожнюються при локалізації.

## Закрут у гомологічній алгебрі
Поняття закруту відіграє важливу роль у гомологічній алгебрі. Якщо M і N — модулі над комутативним кільцем R, функтор Tor дозволяє отримати сімейство R-модулів Tori(M,N). При цьому модуль S-закруту модуля M природно ізоморфний Tor1(M, R,S/R). Зокрема, з цього зразу випливає, що плоскі модулі є модулями без закруту. Назва Tor є скороченням від англійського torsion (закрут).